# Montboucher-sur-Jabron
Montboucher-sur-Jabron – miejscowość i gmina we Francji, w regionie Owernia-Rodan-Alpy, w departamencie Drôme.
Według danych na rok 1990 gminę zamieszkiwało 1278 osób, a gęstość zaludnienia wynosiła 130 osób/km² (wśród 2880 gmin regionu Rodan-Alpy Montboucher-sur-Jabron plasuje się na 651. miejscu pod względem liczby ludności, natomiast pod względem powierzchni na miejscu 1134.).